# (32011) 2000 HF56
2000 HF56 (asteroide 32011) é um asteroide da cintura principal. Possui uma excentricidade de 0.10646810 e uma inclinação de 11.73440º.
Este asteroide foi descoberto no dia 24 de abril de 2000 por LONEOS em Anderson Mesa.